# Willy Mattes
Wilhelm Franz Josef Mattes (né le 4 janvier 1916 à Vienne, mort le 30 juillet 2002 à Salzbourg) est un compositeur et chef d'orchestre autrichien, connu pour ses chansons schlagers et ses compositions de musiques de films.

## Biographie
Après sa maturité en 1935 et un diplôme de chef d'orchestre en 1937, il devient maître de chapelle à Oldenbourg et Leipzig. Il travaille aussi pour les sociétés de productions UFA et Tobis Film.
De 1944 à 1951, Mattes est chef d'orchestre pour la Sveriges Radio à Stockholm puis la Bayerischer Rundfunk et de 1964 à 1974 la Süddeutscher Rundfunk à Stuttgart. En 1947, il compose une pièce de concert pour piano et orchestre Swedish Rapsody qu'on peut entendre dans le film américain Madame X. De 1975 à 1980, il dirige la collection de musique légère de la RIAS. En 1981, il est chef d'orchestre pour la Norddeutscher Rundfunk.
Willy Mattes fait un premier mariage avec l'actrice et danseuse Margit Symo puis un second avec l'ancienne Miss Allemagne et Miss Europe Christel Schaack. Il est le père de l'actrice Eva Mattes.

## Filmographie sélective
- 1944: La parole est à la défense
- 1944: Das Hochzeitshotel
- 1948: Banketten
- 1951: Czardas der Herzen
- 1951: Sensation in San Remo
- 1953: Sérénade de la rue
- 1954: Die schöne Müllerin
- 1954: Guitares d'amour
- 1955: Étoile de Rio
- 1955: Liebe ist ja nur ein Märchen
- 1955: Oh – diese lieben Verwandten
- 1955: Wenn die Alpenrosen blüh’n
- 1956: Santa Lucia
- 1956: Solange noch die Rosen blühn
- 1956 : La Nuit de la Saint-Jean (Johannisnacht) de Harald Reinl
- 1957: Der Adler vom Velsatal
- 1958: Madeleine Tel. 13 62 11
- 1958: Mein Mädchen ist ein Postillion
- 1958: Romarei, das Mädchen mit den grünen Augen
- 1959: Nick Knattertons Abenteuer (de)
- 1959: Liebe verboten – Heiraten erlaubt
- 1959: La Grenouille attaque Scotland Yard
- 1959: Bataillon 999
- 1959: La Femme nue et Satan
- 1959: L'Île du sadique
- 1960: Poupées d'amour
- 1960: Scotland Yard contre Cercle rouge
- 1960: Une nuit à Monte Carlo
- 1963: Les Pirates du Mississippi
- 1964: Le Mystère de la jonque rouge